# Combate de Mompós
El combate de Mompós (o Mompox) fue un enfrentamiento militar librado durante la revolución de las sabanas el 16 de octubre de 1812, entre las fuerzas patriotas, leales al Estado Libre de Cartagena y las realistas, fieles al Imperio español, acabando con la victoria de las primeras.

## Historia
En la segunda mitad de ese año, los realistas de Santa Marta reunieron 1500 hombres a lo largo del río Magdalena para invadir Cartagena de Indias, pero antes debían tomar Mompox o Mompós.
Aprovechando que había estallado una rebelión realista en las sabanas alrededor de Cartagena, el coronel realista Esteban Fernández de León, antiguo capitán del batallón Fijo de Cartagena, se dirigió a Mompós. Según el historiador José Manuel Restrepo con 260 fusileros, 4 cañones y 5 barcos de guerra. En un parte oficial de la batalla, escrito por Vicente Gutiérrez de Piñeres, se mencionaba que eran más de 400 infantes, 7 barcos de guerra y 5 de transporte.
El coronel Simón Bolívar dirigió a los 200 defensores, todos milicianos. Los realistas empezaron por tomar y saquear Guamal y El Banco, pero en los combates del 16 y 18 de octubre, cuando se retiraban, fueron desalojados por los patriotas, que aprovecharon de saquear San Zenón, Pigiño y Cabrera. Entonces, las tropas realistas en Guamal decidieron atacar Mompós.
El 19 de octubre, los realistas lograron desembarcar cerca de la ciudad y se dirigieron a la batería apodada Mompoxina, pero su asalto fue rechazado después de hora y media de combate, debiendo retirarse con altas pérdidas. Entre tanto, sus barcos fueron vencidos por las fuerzas sutiles que tenían los patriotas. Según Gutiérrez de Piñeres, fue la más sangrienta batalla librada entre cartageneros y samarios hasta entonces, durando de las 05:00 hasta las 09:00 horas. Los realistas se retiraron vencidos, dejando «multitud de heridos y varios muertos», sus barcos quedaron estropeados por los tiros de sus enemigos y fueron capturados más de 50 prisioneros, incluyendo 2 oficiales, 2 cañones, 2 champanes.
Por la victoria, la urbe recibió el título de ciudad valerosa. Quedaron en poder de los vencedores varios soldados y oficiales, algunos champanes, dos cañones y unos pocos fusiles. La victoria permitió restablecer la moral en Cartagena y animó la campaña de pacificación de las sabanas.